# Steve Smith (football américain)
Pour les articles homonymes, voir Steve Smith et Smith.
(en) Statistiques sur pro-football-reference
Stevonne Latrall Smith, souvent appelé Steve Smith, est un joueur américain de football américain, né le 12 mai 1979 Lynwood (Californie), qui évoluait au poste de wide receiver. Il a joué 16 saisons dans la National Football League (NFL) pour les Panthers de la Caroline (2001 à 2013) et les Ravens de Baltimore (2014 à 2016).
Après avoir effectué sa carrière universitaire à l'université de l'Utah chez l'équipe des Utes, il est sélectionné par les Panthers de la Caroline au troisième tour de la draft 2001 de la NFL.

## Biographie

### Jeunesse
Smith alla au lycée University High School à Los Angeles où il pratiquait le football américain et l'athlétisme. Au football américain, il jouait running back et defensive back et fut sélectionné dans l'équipe All-California lycéenne. En athlétisme, il établit plusieurs records au sein du lycée et excellait au 400 m haies et au triple saut. Il reçut son diplôme en 1997.

### Carrière universitaire
Smith alla d'abord à l'Université de Santa Monica. En jouant dans l'équipe de l'université, Smith s'établit rapidement comme un excellent joueur. À l'époque, Smith avait pour coéquipier le futur receveur de NFL Chad Ochocinco, faisant de ce duo universitaire l'un des meilleurs de tous les temps.
Le coach de Santa Monica, Robert Taylor, encouragea Smith à essayer d'obtenir une bourse pour entrer dans une université de Division-I où il pourrait recevoir une meilleure éducation. Il conseilla également à Smith et Ochocinco de ne pas effectuer de célébration après un touchdown. Smith écouta Taylor et réussit brillamment dans toutes les matières.
Après deux ans à Santa Monica, Smith dut transféré à Utah, où il s'établit comme un excellent wide receiver. Il y établit le record de yards par réception avec 20.6 de moyenne, et fut choisi parmi les All-Stars de la Conférence Mountain West deux fois. Il manqua toutefois le bowl durant sa dernière saison à cause d'une blessure. En décembre 2000, Smith commença à intéresser de nombreuses équipes de NFL.

### Carrière professionnelle

#### Panthers de la Caroline
Smith passa la majorité de sa saison rookie à retourner les punts et les kickoffs. Il eut également 10 réceptions pour 154 yards, et 4 courses pour 43 yards. Il fut sélectionné pour le Pro Bowl 2002 avec ses coéquipiers Todd Sauerbrun et Wesley Walls.
Durant la saison 2002, Smith devint titulaire mais continua à retourner les punts et les kickoffs. Le 10 novembre 2002, Smith fut impliqué dans une altercation avec son coéquipier Anthony Bright durant un visionnage de match. Bright eut le nez cassé et passa deux nuits à l'hôpital. Smith fut brièvement emprisonné, et eut un match de suspension. Il termina la saison avec 54 réceptions pour 872 yards et 3 touchdowns.
Smith eut cette saison 2003 un rôle déterminant pour les Panthers, terminant la saison régulière avec 88 réceptions pour 1 100 yards et 7 touchdowns. Durant les playoffs, il effectua une réception de 69 yards en overtime pour battre les St Louis Rams 29-23. Au Super Bowl XXXVIII, il fit 4 réceptions pour 80 yards et un touchdown, et retourna un kickoff pour 30 yards, mais les Panthers perdirent face aux Patriots de la Nouvelle-Angleterre 32-29.
Smith se cassa la jambe durant le premier match de la saison 2004 contre les Packers de Green Bay et ne put pas jouer pour le reste de la saison. Avant sa blessure, il avait effectué 6 réceptions pour 60 yards.
En 2005, Smith gagna la "Triple Couronne" du receveur, en étant leader de la ligue en réceptions (103), yards de réception (1 563) et touchdowns en réception (12). Il retourna également 27 punts pour 286 yards.
Smith domina les deux premiers tours des playoffs. Il reçut 10 passes pour 84 yards et un touchdown en wild card face aux Giants de New York. Les Panthers battirent ensuite les Bears de Chicago, aidés par les 12 réceptions, 218 yards et 2 touchdowns de Smith. Mais les Panthers perdirent ensuite face aux Seahawks de Seattle, match durant lequel Smith fut limité à 5 réceptions pour 33 yards, bien qu'il retourna un punt 59 yards pour un touchdown.
Smith fut sélectionné au Pro Bowl 2006 avec ses coéquipiers Jake Delhomme, Julius Peppers et Mike Whale. Il partagea également le trophée du comeback de l'année 2005 avec Tedy Bruschi.
À cause de blessures mineures avant la saison 2006, Smith rata les deux premiers matches. Il dut fréquemment faire face à une double couverture mais réussit à effectuer 83 réceptions pour 1 186 yards et 8 touchdowns. Il fut sélectionné pour le Pro Bowl 2007.
Smith compila 87 réceptions pour 1 002 yards et 7 touchdowns, malgré la blessure du quaterback Jake Delhomme en début de saison 2007.
Smith eut une altercation avec le cornerback Ken Lucas le 1er aout 2008. Lucas eut le nez cassé et Smith fut renvoyé chez lui après s'être excusé. Il fut suspendu pour deux matches. Il subit une sévère commotion durant le premier match de pré-saison face aux Colts d'Indianapolis, lorsqu'il se fit tacler en pleine réception. Malgré sa suspension, Smith fut sélectionné pour le Pro Bowl 2009 après avoir effectué 78 réceptions pour 1 421 yards et 6 touchdowns.
Durant la semaine 16 de la saison 2019, Smith se casse le bras en marquant un touchdown face aux Giants de New York et ne put pas participer au dernier match de la saison. Il termina avec 65 réceptions pour 982 yards et 7 touchdown. Le 1er janvier 2010, il fut placé dans la réserve de blessés, et le 19 juin 2010 il se cassa à nouveau le bras en jouant au flag football.
2010 fut l'une des pires saisons de Smith depuis 2002. Il n'eut que 46 réceptions pour 554 yards et 2 touchdown.

## Statistiques
| Année              | Équipe                  | MJ                 |       | Passes réceptionnées | Passes réceptionnées | Passes réceptionnées | Passes réceptionnées |       | Courses | Courses | Courses | Courses |  | Fumbles | Fumbles |
| Année              | Équipe                  | MJ                 | Nb.   | Yards                | Moy.                 | TD                   | Nb.                  | Yards | Moy.    | TD      | Nb.     | Perdus  |  |         |         |
| 2001               | Panthers de la Caroline | 15                 | 10    | 154                  | 15,4                 | 0                    | 4                    | 43    | 10,8    | 0       | 8       | 3       |  |         |         |
| 2002               | Panthers de la Caroline | 15                 | 54    | 872                  | 16,1                 | 3                    | 1                    | -4    | -4      | 0       | 5       | 2       |  |         |         |
| 2003               | Panthers de la Caroline | 16                 | 88    | 1 110                | 12,6                 | 7                    | 11                   | 42    | 3,8     | 0       | 5       | 0       |  |         |         |
| 2004               | Panthers de la Caroline | 1                  | 6     | 60                   | 10                   | 0                    | -                    | -     | -       | -       | 0       | 0       |  |         |         |
| 2005               | Panthers de la Caroline | 16                 | 103   | 1 563                | 15,2                 | 12                   | 4                    | 25    | 6,3     | 1       | 2       | 1       |  |         |         |
| 2006               | Panthers de la Caroline | 14                 | 83    | 1 166                | 14                   | 8                    | 8                    | 61    | 7,6     | 1       | 2       | 0       |  |         |         |
| 2007               | Panthers de la Caroline | 15                 | 87    | 1 002                | 11,5                 | 7                    | 9                    | 66    | 7,3     | 0       | 1       | 1       |  |         |         |
| 2008               | Panthers de la Caroline | 14                 | 78    | 1 421                | 18,2                 | 6                    | 5                    | 40    | 8       | 0       | 1       | 1       |  |         |         |
| 2009               | Panthers de la Caroline | 15                 | 65    | 982                  | 15,1                 | 7                    | 5                    | 22    | 4,4     | 0       | 1       | 0       |  |         |         |
| 2010               | Panthers de la Caroline | 14                 | 46    | 554                  | 12                   | 2                    | 1                    | 9     | 9       | 0       | 3       | 2       |  |         |         |
| 2011               | Panthers de la Caroline | 16                 | 79    | 1 394                | 17,6                 | 7                    | 7                    | 6     | 9,3     | 0       | 3       | 2       |  |         |         |
| 2012               | Panthers de la Caroline | 16                 | 73    | 1 174                | 16,1                 | 4                    | 3                    | 27    | 9       | 0       | 1       | 1       |  |         |         |
| 2013               | Panthers de la Caroline | 15                 | 64    | 745                  | 11,6                 | 4                    | -                    | -     | -       | -       | 0       | 0       |  |         |         |
| 2014               | Ravens de Baltimore     | 16                 | 79    | 1 065                | 13,5                 | 6                    | -                    | -     | -       | -       | 2       | 1       |  |         |         |
| 2015               | Ravens de Baltimore     | 7                  | 46    | 670                  | 14,6                 | 3                    | -                    | -     | -       | -       | 0       | 0       |  |         |         |
| 2016               | Ravens de Baltimore     | 14                 | 70    | 799                  | 11,4                 | 5                    | -                    | -     | -       | -       | 0       | 0       |  |         |         |
| Totaux en carrière | Totaux en carrière      | Totaux en carrière | 1 031 | 14 731               | 14,3                 | 81                   | 57                   | 387   | 6,8     | 2       | 34      | 14      |  |         |         |

## Accomplissements
- 2001 : premier rookie à aller au Pro Bowl en special team depuis Tyrone Hughes en 1993
- 2003 : les 404 yards de Smith en playoffs sont un record depuis les 409 yards de Jerry Rice en 1988
- 2005 : Smith devint le premier joueur depuis Art Monk en 1984 à être leader de la NFL en nombre de réceptions en jouant pour une équipe qui a effectué plus de courses que de passes au cours de la saison
- 2005 : "Triple Couronne" des receveurs
- Smith est un des 3 joueurs de l'histoire à avoir marqué 2 touchdowns en retour de punt et un touchdown en réception dans un même match
- Smith a le record pour la plus grande moyenne de yards par retour de punt en un match avec 51 yards par retour
- Smith était leader de la NFL en yards par match en 2008

## Vie personnelle
Smith a une femme, Angie, et 3 enfants. Il est l'entraîneur de l'équipe de football de son fils.
Dans une interview d'avril 2010, le joueur de football australien Sam Mitchell révéla avoir appelé son fils Smith en hommage à Steve Smith.